# Eclipse (program)
 For alternative betydninger, se Eclipse. (Se også artikler, som begynder med Eclipse)
Eclipse er en open source-forening, der primært formidler et udviklingsmiljø (Eclipse IDE), der oprindeligt er udviklet med henblik på programmeringssproget Java. Eclipse-udviklingsmiljøet kan udvides via plug-ins med andre værktøjer, som både kan være open source (gratis) eller fra forskellige firmaer, som kan kræve penge for licenser.
Borland, IBM, MERANT, QNX Software Systems, Rational Software, Red Hat, SuSE, TogetherSoft og Webgain dannede den oprindelige eclipse.org's Board of Stewards i november 2001.

## Ekstern henvisning
- Wikimedia Commons har flere filer relateret til Eclipse (program)
- Foreningens hjemmeside Arkiveret 1. august 2008 hos  Wayback Machine

| Software | Spire Denne artikel om software og programmering er en spire som bør udbygges. Du er velkommen til at hjælpe Wikipedia ved at udvide den. |